# Indice de Precios y Cotizaciones
IPC (hiszp. Indice de Precios y Cotizaciones) to indeks giełdowy Meksykańskiej Giełdy Papierów Wartościowych (Bolsa Mexicana de Valores).  W jego skład wchodzi 35 spółek.

## Skład indeksu
1. Alfa
2. América Móvil
3. América Telecom
4. Apasco
5. Carso Telekom
6. Cel
7. Cemex(inne języki)
8. Consorcio Ara(inne języki)
9. Controladora Comercial Mexicana
10. Corporación Geo
11. Corporación Interamericana de Entretenimiento(inne języki)
12. Desc
13. Fomento Económico Mexicano(inne języki)
14. Grupo Bimbo
15. Grupo Carso(inne języki)
16. Grupo Continental
17. Grupo Elektra(inne języki)
18. Grupo Financiero Banorte(inne języki)
19. Grupo Financiero BBVA Bancomer
20. Grupo Financiero Inbursa
21. Grupo Industrial Saltillo(inne języki)
22. Grupo Iusacel
23. Grupo México(inne języki)
24. Grupo Modelo
25. Empresas ICA Sociedad Controladora
26. Industrias Peñoles
27. Kimberly-Clark(inne języki)
28. Organización Soriana(inne języki)
29. Savia
30. Telmex L
31. Televisa
32. TV Azteca
33. US Commercial
34. Vitro(inne języki)
35. Walmex